# La reina de los condenados
The Queen of the Damned (traducido al español como La reina de los condenados) es una novela, la tercera de la saga de las Crónicas Vampíricas escrito por Anne Rice y publicado en 1988. En él se narran hechos que ocurrieron en el antiguo Egipto y que desencadenaron la creación de los vampiros y el despertar de Akasha.

## Argumento
Después de los relatos introductorios, la historia continúa en dos partes: una nos relata la historia acerca de esas dos jóvenes que tenían el don de hablar con los espíritus y que son forzadas a presentarse ante los reyes de Egipto, Enkil y Akasha. 
El relato comienza con Maharet y Mekare que eran hermanas gemelas, hechiceras o brujas, que vivían algo lejos del Valle del Nilo, en el Monte Carmelo, durante el cuarto milenio antes de Cristo. Hablaban con los espíritus al igual que su madre y la madre de su madre. Eran poderosas, inclusive podían hacer llover y vivían tranquilamente en su pueblo. Los reyes de Kemet (el nombre autóctono de Egipto), Akasha y Enkil, los reyes egipcios, habían prohibido el canibalismo pero para un pueblo tan alejado eso les resultaba absurdo ya que antes de esa ley era común que las personas se comieran a sus familiares muertos. Un día les llegó un mensaje de estos reyes egipcios, el mensajero dijo que habían escuchado de sus grandes poderes y que querían conocerlas, pero ellas se rehusaron amablemente, alegando que ninguna bruja de su familia había abandonado jamás esas tierras. Días después, un espíritu demoníaco llamado Amel vino hasta ellas, era grande y poderoso pero estaba lleno de ira, y les dijo que pronto ellas necesitarían de él; ellas sólo lo ignoraron como hacían con los demás espíritus, molestándolo. Él les dijo que necesitarían mucho de él en el futuro. Su madre habló con él pero luego se burló cuando le dijo que podía sacar sangre de los humanos y que le gustaba. Ella pensó que era sólo un espíritu más y que al no tener cuerpo no podía saborear nada; para demostrárselo Amel la atacó, ella fue defendida por sus espíritus, pero había sido verdad lo que Amel había dicho: él podía sacar la sangre de los humanos. Poco después cae enferma y agoniza durante casi seis meses.
Cuando su madre muere era costumbre que en el funeral se quemara el cadáver y los familiares se coman los restos. Ya que no tenían más familia y ellas eran poderosas hechiceras como su madre, les corresponde sólo a ellas tal honor. Así, en unos platos son servidos los órganos principales y se los dividen, a una le corresponde el cerebro y los ojos, y a la otra el corazón, así su alma viviría en ellas. En ese entonces ese tipo de prácticas ya estaba prohibida, la nueva reina había considerado eso repugnante, así que son capturadas antes de poderse llevar a cabo todo el funeral y son llevadas a palacio, en Egipto, no sin antes matar a todos los de su tribu como escarmiento. En el camino el Rey les hablaba pero ellas no hacían caso y las regresaban a su habitación. Khayman, el mayordomo general del rey, se compadeció de ellas y las ayudó en lo que pudo. Ya en palacio son presentadas a la Reina y esta las interroga. En ese momento ellas se dan cuenta de que ese funeral en donde todo su pueblo había perecido, había sido una excusa para traerlas hasta allí ya que habían rechazado la primera invitación, sólo porque la reina sentía curiosidad sobre ellas. Esto las enfureció y Mekare le dijo la verdad que ellas sabían: que los dioses no eran dioses, sino espíritus a los que les gustaba aprovecharse de ellos y jugar a ser dioses ante los humanos. Llega un punto en el que, por sus vidas, tuvieron que invocar a Amel que atacó a la reina y eso salvó sus vidas, pero para que pudieran salir en libertad tenían que mostrar que no representaban ningún peligro y para esto el Rey debía tomarlas como mujeres, pero le dejó la tarea a su hermoso y fiel mayordomo Khayman quien lo hizo contra su voluntad frente a toda la corte.
Ellas regresaron a sus montañas y le dijeron a Amel que desapareciese. El espíritu se enojó y se fue. Maharet había quedado encinta de Khayman y dio a luz una niña llamada Miriam. Pero un tiempo después los soldados regresaron a por ellas, esta vez bajo el mando de Khayman quien las miraba con compasión y pena. Lo que había sucedido era que Amel se había ido de regreso a Egipto y había estado molestando a Khayman en su casa, extrayéndole sangre. El rey y la reina habían tratado de sacar al espíritu de la casa de su mayordomo pero sucedió lo inesperado, un grupo de rebeldes que estaba en contra de las nuevas costumbres adoptadas por ambos reyes y ya que estos no se aparecían mucho ante el pueblo, decidieron matar a ambos a puñaladas y de la sangre y heridas que sufrieron fue que Amel se metió en sus cuerpos y se volvió uno con ellos, mejor dicho, con Akasha. Así que Khayman tenía que llevarlas de vuelta para arreglar las cosas, así Maharet dejó a su hija con las señoras del pueblo y regresaron a palacio, ahí vieron lo que les había sucedido pero no pudieron hacer nada para 'curarlos' así que se decidió que debían morir. En un ataque de ira Mekare maldijo a Akasha y dijo que algún día regresaría y acabaría con ella. Pero antes fueron torturadas, a Mekare le arrancaron la lengua y a Maharet los ojos, después iban a tirarlas al mar, pero Khayman, que había sido transformando en bebedor de sangre una de esas noches fue donde ellas y las hizo inmortales también, para que la maldición se cumpliera. A cada una se la llevó por un lado diferente hasta países remotos, a lo largo de los siglos, desde África hasta Sudamérica y no es hasta que Akasha se levanta y rapta a Lestat que Maharet vuelve a aparecer y se reencuentra con su hermana. La maldición se cumple y decapita a Akasha, se come su cerebro y su corazón y así ella se convierte en la nueva Reina de los Condenados.
En el libro también se profundizan diversas historias y se producen diversos desenlaces. Así se muestra la relación entre Maharet y sus descendientes, una de las cuales integra la Talamasca y termina siendo convertida en vampiro para salvar su vida. Se muestra también la relación entre Armand y Daniel, el periodista de Entrevista con el vampiro. Daniel se convertirá en vampiro, siendo su creador Armand, para evitar su muerte a consecuencia del alcoholismo y depresión de ser un mortal. Aparecen personajes como Pandora y Santino cuya misión principal será rescatar a Marius de los escombros en que se encontraba sepultado por Akasha. Para Marius se producirán dos esperados reencuentros a lo largo de la historia: se reencontrará con Pandora y también lo hará con Armand, ambos 'hijos' suyos.

## El renacer de Akasha y su nuevo rey: Lestat
Akasha le dio todos los poderes posibles que podría tener un vampiro a Lestat y lo convenció para llevar a cabo su nueva cruzada, destruyendo a cada vampiro y hombre mortal en el planeta para crear un mundo perfecto y lleno de paz donde ambos gobernarían, pero Lestat estaba aterrorizado de todos los crímenes que cometía Akasha, masacrando poblaciones enteras, matando todo varón de cualquier edad.
Finalmente, Lestat decide rebelarse ante Akasha y apoya la decisión del Consejo de Vampiros que se había reunido para intentar detener los planes de la Reina. Akasha se enfurece y decide aniquilarlo junto a los otros vampiros reunidos: Marius, Pandora, Santino, Mael, Maharet, Khayman, Jesse, Daniel, Louis, Eric, Gabrielle y Armand; sin embargo la aparición de Mekare destruye sus planes.

## Película
Con el título La reina de los condenados se estrenó en 2002 una película protagonizada por Stuart Townsend como Lestat y Aaliyah como Akasha, cuyo argumento estaba basado en las novelas Lestat el vampiro y La reina de los condenados.
La película recibió duras críticas por parte de los fanáticos de la saga por no apegarse al libro. A continuación una lista de los datos y sucesos que se suprimieron en la adaptación al cine.
- Los sueños sobre Maharet y Mekare, las gemelas pelirrojas.
- Los relatos desde los puntos de vista de Daniel, Baby Jenks y Jesse.
- El viaje de Pandora al templo de Azim.
- El despertar de Akasha y el aprisionamiento de Marius en el hielo.
- Los viajes de Akasha y Lestat luego de que ella lo rapte.
- La historia de Las Gemelas.
- La aparición de Mekare y el banquete funerario en el cual Mekare traga el cerebro y el corazón de Akasha.

Personajes que no aparecen en la película:
- Mekare
- Louis
- Santino
- Eric
- Gabrielle
- Azim
- Baby Jenks
- Daniel